# Kawasaki Z
La Z della Kawasaki è una serie di moto con motore a quattro tempi naked o munite di cupolino, iniziata con la presentazione della "900 Z1" nel 1972 e proseguita poi in varie serie e modelli con varie cilindrate, 125 cm³, 200 cm³, 250 cm³, 300 cm³, 305 cm³, 440 cm³, 450 cm³, 500 cm³, 550 cm³, 650 cm³, 750 cm³, 800 cm³, 948 cm³, 1000 cm³, 1100 cm³, 1300 cm³, 
attualmente (2018) viene prodotta nelle cilindrate 125, 400, 650, 900 e 1000.

## Le versioni in ordine di cilindrata

### Z 200
La Kawasaki Z 200 è stata prodotta dal 1977 al 1979 in un'unica serie e versione, questa moto molto semplice, da passeggio o viaggi turistici, ha i parafanghi cromati, la sella molto imbottita in un unico livello, per passeggero e pilota, il silenziatore del motore a quattro tempi a destra con la forma a trombone e cromato, il blocco motore era invece colorato di grigio.

### Z 250
La Kawasaki Z 250 è stata prodotta dal 1980 al 1983, come evoluzione della versione da 200 cm³, è stata prodotta in varie versioni, la versione "A", "C", "J" e "LTD", la versione "A" è il modello più costoso e potente, con caratteristiche di prim'ordine per il periodo e la cilindrata.
La versione "C" era molto simile alla "A", ma non montava i freni a disco e adoperava un motore monocilindrico da 246 cm³, con alesaggio 70 e corsa 64, questo motore era decisamente meno vivace del bicilindrico, infatti sviluppava una potenza di soli 17 cavalli e aveva un cambio a 5 rapporti, quindi queste caratteristiche la facevano una moto ideale per chi s'avvicinava alle moto, anche per il ridotto peso, di soli 132 kg (in ordine di marcia).
La versione "J" è il modello uguale alla versione "A", ma con una potenza di soli 17 cavalli, quindi questa la si può pure considerare come una versione per principianti, ma più esigenti, la versione "LTD" invece era un modello di chopper, con le stesse caratteristiche della versione "C", ma a differenza la moto montava un diverso manubrio (più alto e curvo) e le ruote erano da 21 all'anteriore e 16 al posteriore.

### Z 300
Venne prodotta a partire dal 2015 al 2018 sulla base della Kawasaki Ninja 300.

### Z 305
Questa moto è stata prodotta in unica serie ('81) e versione, questa moto era siglata Kawasaki Z 305 CSR, la moto era simile a un chopper, con la sella in due livelli molto ben lavorata e imbottita, il manubrio leggermente ricurvo all'indietro e il tipico scarico a trombone.

### Z 400

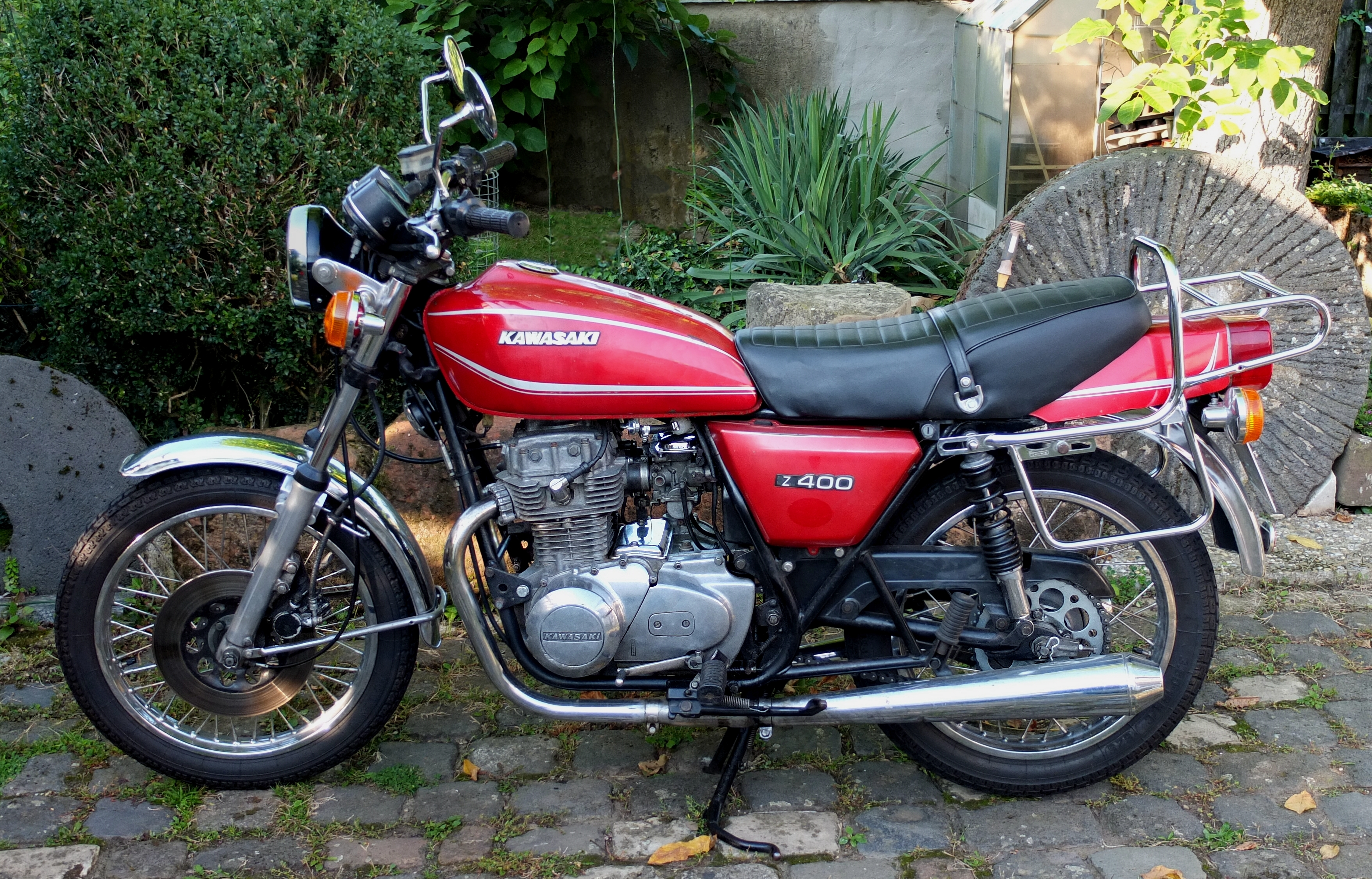
Kawasaki Z 400 (1978)

Questa moto è stata prodotta in una sola serie (dal 1973 al 1983), nelle versioni normale, "R", "LTD", "FX", "FII" e "J", dal 1973 al 1979 c'erano solo le prime tre versioni con motore bicilindrico, la versione normale era una naked con una sella lunga, un serbatoio molto allungato rotondeggiante, con i parafanghi cromati e i silenziatori ognuno per ogni lato della moto, la versione "R" aveva a differenza del modello normale una sella più corta, con un piccolo codino e i silenziatori leggermente diversi, la versione "LTD", si differenziava dalla versione normale per la sella su due livelli in stile chopper e per il manubrio ricurvo.
Dal 1980 al 1983 si affianca al bicilindrico (KZ 400 in varie versioni caratterizzate dai cerchi pressofusi in lega e non più a raggi) il motore quadricilindrico (e vengono prodotte solo le ultime tre versioni ("F", "FII" e "J"), dal 1980 al 1981 la versione "FX" è identica alla versione "R", ma con il parafango posteriore di plastica e il motore quadricilindrico, con i due silenziatori più inclinati e con la forma più a trombone, la versione "J" è uguale alla versione "FX", ma con il parafango anteriore verniciato e una maniglia cromata per il passeggero posta dietro la sella.
La versione "FII" è stata prodotta dal 1982 al 1983, è molto simile al modello "J", ma con la maniglia verniciata, il faro anteriore quadrato invece che rotondo, il serbatoio ridisegnato, la sella più stretta fina, il doppio disco anteriore e i silenziatori ricurvi nella parte terminale.

### Z 440
Questa moto è stata prodotta in una sola serie (dal 1980 al 1985) come evoluzione di alcune versioni del modello Z 400, prodotta in due versioni, quella normale denominata H e la "LTD", la versione normale è una naked pura senza la minima presenza del parabrezza, la versione "LTD" è un chopper, ha il manubrio più ricurvo e una sella diversa con il passeggero più alto costruita sia con trasmissione a catena sia con cinghia dentata.

### Z 450
Questa moto è stata prodotta in una sola serie (dal 1984 al 1989) come evoluzione del modello Z 440, prodotta in un'unica versione "LTD" con motore a piena potenza o depotenziato a 20 kW, la moto è un chopper, ricca di cromature, con una sella molto vistosa monopezzo per pilota e passeggero, su livelli sfalsati, la sella integrava anche uno schienale per il passeggero.

### Z 500
Questo modello è stato prodotto da 1979 al 1983 in un'unica versione, praticamente uguale alla Kawasaki Z 250 A, ma con la differenza dell'impianto frenante anteriore a doppio disco e del serbatoio più capiente.

### Z 550

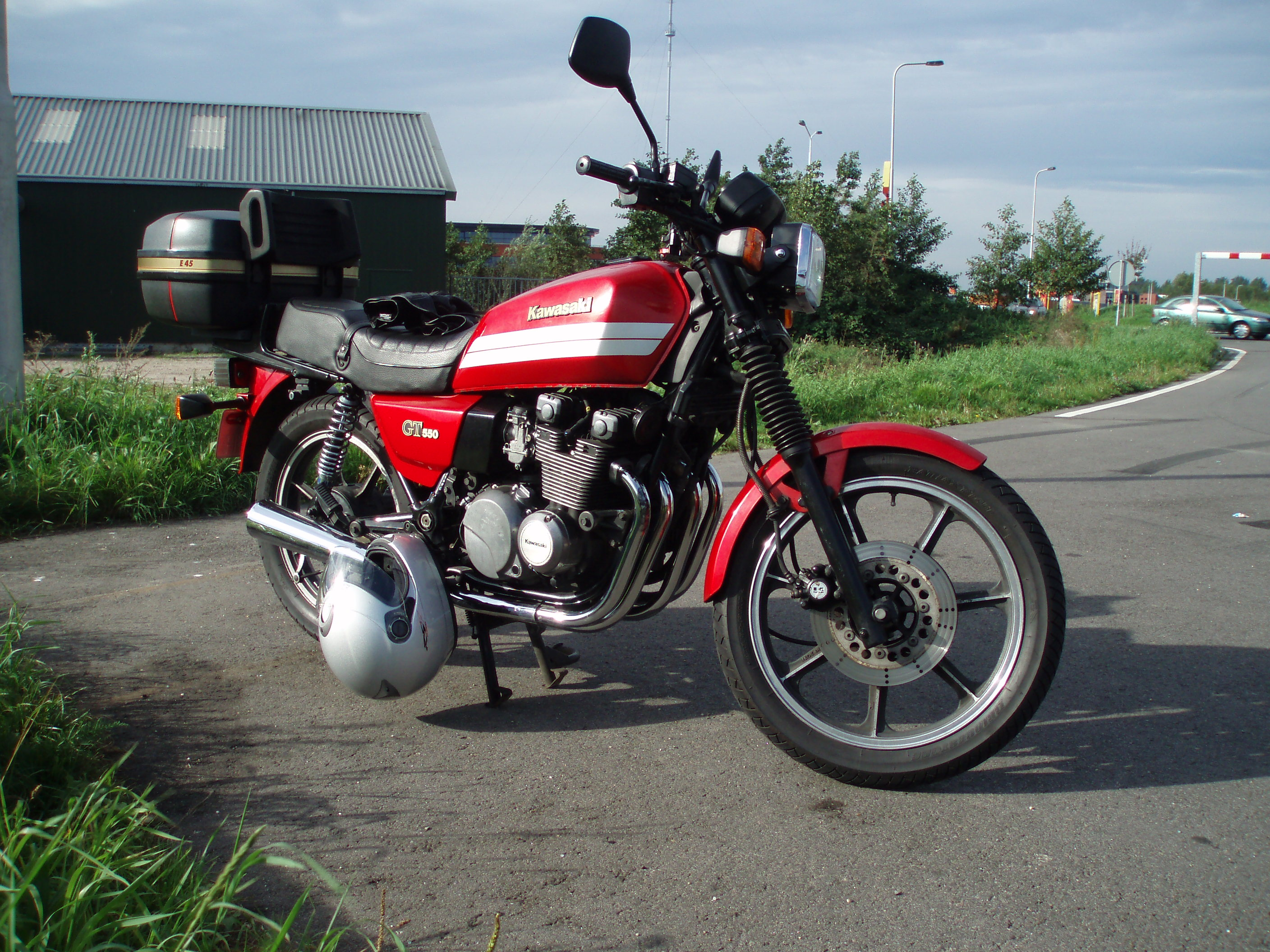
Kawasaki Z550 GT

La Kawasaki Z 550 è stata prodotta dal 1980 al 1990 in tre versioni, "LTD", "sport" e "GT". I modelli "sport" e "GT", simili tra loro, sono dotati di prestazioni (per il periodo) molto elevate. Il modello sport era leggermente più rifinito e leggero, la versione "LTD" era invece un chopper, con una linea molto simile alla Kawasaki Z 250 LTD, ma con un impianto frenante migliore, così come tutto il resto della moto.

### Z 650
La Kawasaki Z 650 è stata prodotta dal 1976 al 1983 in cinque versioni, "B", "C", "F", "LTD" e "SR", la versione "B" è una moto potente stile naked con buone rifiniture, la versione "C" è molto simile alla versione normale ma monta ruote in lega al posto delle ruote a raggi e ha un sistema differente di freni a disco anteriori (la pinza del freno è montata dietro lo stelo della forcella, mentre nella versione "B" è davanti allo stelo), la versione "F" era l'ultima evoluzione, con ruote in lega, doppio disco anteriore, accensione elettronica (scompare la leva del kick-starter), mentre la versione "SR" era un chopper leggermente più economico dotato di un serbatoio meno capiente.
Nel 2017 viene messa in vendita la nuova Z650, in sostituzione della ER 6N.

### Z 750

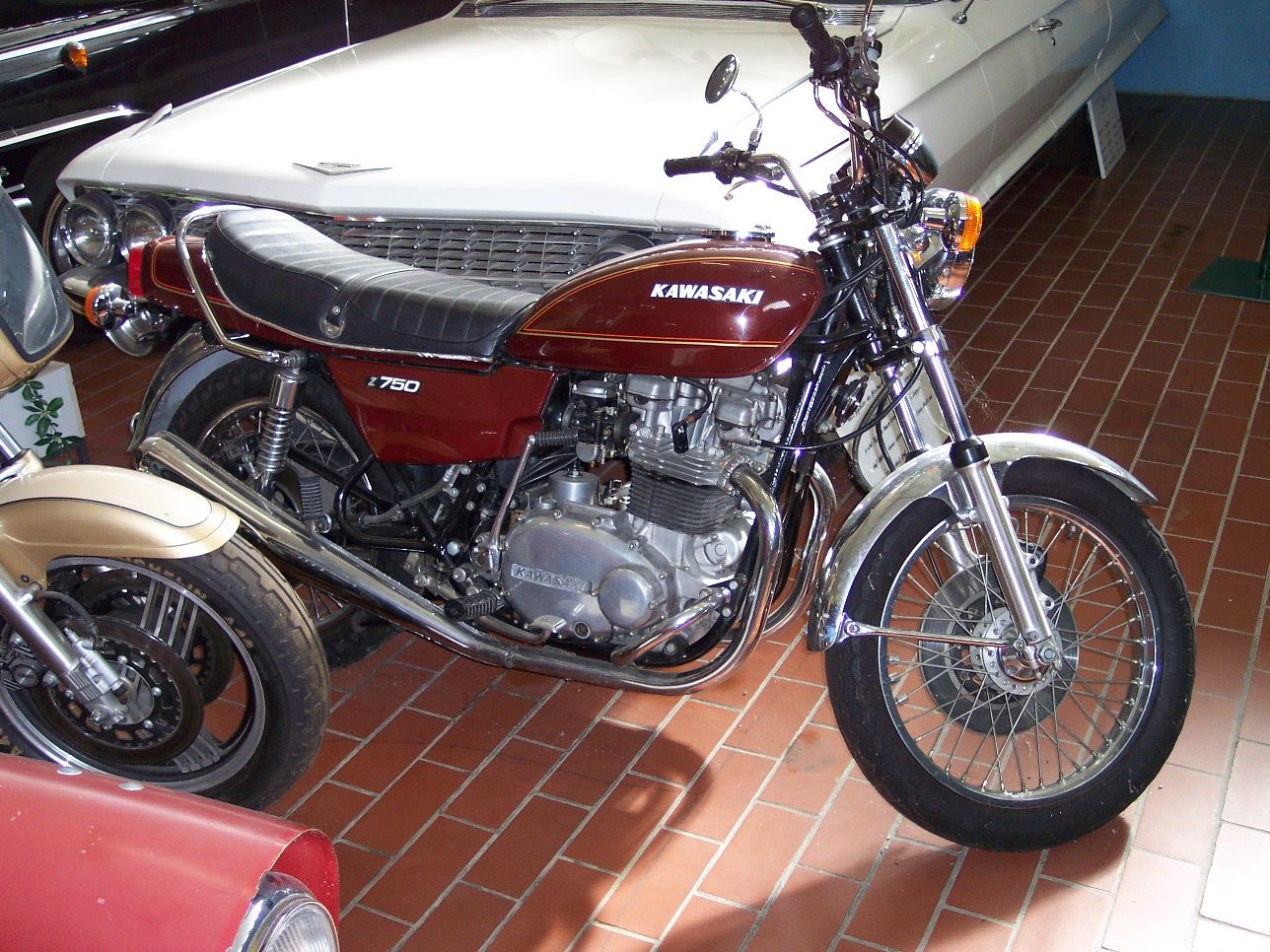
Kawasaki Z750 prima serie

La Kawasaki Z 750 è stata prodotta in più serie, la prima serie va dal 1976 al 1989 in cinque versioni, normale (senza sigla finale) "L", "GT", "sport", "LTD" e "Turbo", con questa cilindrata si ha un avviamento elettrico invece che a pedale come sulle cilindrate minori.
Il modello normale, era una potente moto naked con buone rifiniture e serbatoio capiente, la versione "L" era leggermente più pesante, ma era pressoché uguale, infatti sostituì la versione normale, la versione "GT" e "sport" erano molto simili alla versione "L", ma montavano un diverso serbatoio, che nella "GT" era di 24,5 litri, in modo da permettere i viaggi turistici. La Z 750 del 1982 è stata il modello che ha segnato una vera svolta di modernità, creando nella concorrenza giapponese una forte accelerazione nell'innovazione dei modelli. Questa era una moto molto potente ma allo stesso tempo confortevole con la sua larga sella, portava all'anteriore due freni a disco di grosse dimensioni, 4 cilindri con quattro carburatori e i due scarichi laterali. Molto rara da trovare oggi, ma molto ricercata sul mercato delle moto classiche.
Il modello "LTD" era la versione chopper della Kawasaki Z 750, il quale oltre al diverso manubrio, con pneumatici da 19 all'anteriore e 16 al posteriore aveva un serbatoio di soli 16 litri.
La versione turbo era invece la variante più potente e sportiva del modello, che in questa configurazione presentava l'aggiunta di una semicarenatura, mentre il serbatoio divenne di soli 18 litri, per via degli ingombri del turbo. Per via delle prestazioni i due ammortizzatori posteriori vengono sostituiti dal monoammortizzatore.

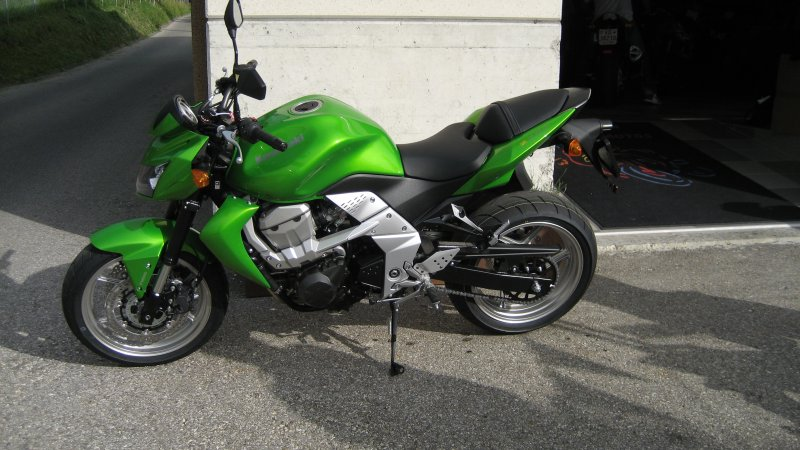
Kawasaki Z750 del 2007

La seconda serie va dal 2003 al 2006.

La terza serie, che tra le modifiche principali presenta un codino più corto, una mascherina ridisegnata e l'omologazione Euro 3 che ha limitato la potenza massima a 106 CV è entrata in produzione dal 2007 fino al 2014.

### Z 900
La denominazione di Z 900 è stata utilizzata per un periodo piuttosto breve, dal 1976 al 1977, come nuova denominazione commerciale per la 4ª serie della Kawasaki 900 Z1.
Successivamente rientrata nella filiera di produzione con il nuovo modello dal 2017 avente cilindrata di 948 cc, motore imparentato con quello della sorella Z 1000.

### Z 1000
La Z1000 è stata prodotta in quattro serie nell'arco di oltre trent'anni: la prima dal 1977 al 1980.
La seconda in vendita dal 2003 al 2006, la terza dal 2007 al 2009, mentre la quarta viene prodotta dal 2010.

### Z 1100
Questo modello Kawasaki è stato prodotto dal 1980 al 1985, in tre versioni: la "GT", la "S" e la "ST". La versione "ST" era munita di un grande parabrezza bombato tipico di quegli anni, mentre la versione "S" era una naked, e mentre la versione "GT" era il modello più sportivo, il quale era capace di sviluppare una potenza di 109 CV (79,6 kW)) a 8 500 rpm.

### Z 1300
Questo modello Kawasaki è stato prodotto dal 1980 al 1989, in due versioni, normale (senza sigla finale) e "DFI", il modello normale è una naked, mentre il modello "DFI" è una moto stile americano, con il grande manubrio ricurvo, le grandi borse laterali e con un grande parabrezza.

### Z H2
Questo modello Kawasaki è stato prodotto dal 2020, si tratta di un modello derivato dalla Ninja H2 ed è caratterizzato dall'uso del compressore centrifugo.

## Caratteristiche tecniche dei vari modelli
| Caratteristiche tecniche - Kawasaki Z200 | Caratteristiche tecniche - Kawasaki Z200                                                            | Caratteristiche tecniche - Kawasaki Z200                                                            | Caratteristiche tecniche - Kawasaki Z200                                                            | Caratteristiche tecniche - Kawasaki Z200                                                            | Caratteristiche tecniche - Kawasaki Z200                                                            |
| Dimensioni e pesi                        | Dimensioni e pesi                                                                                   | Dimensioni e pesi                                                                                   | Dimensioni e pesi                                                                                   | Dimensioni e pesi                                                                                   | Dimensioni e pesi                                                                                   |
| ---------------------------------------- | --------------------------------------------------------------------------------------------------- | --------------------------------------------------------------------------------------------------- | --------------------------------------------------------------------------------------------------- | --------------------------------------------------------------------------------------------------- | --------------------------------------------------------------------------------------------------- |
| Interasse:                               | Interasse:                                                                                          | Massa a vuoto: a vuoto 126 kg, in ordine di marcia 154 kg                                           | Massa a vuoto: a vuoto 126 kg, in ordine di marcia 154 kg                                           | Serbatoio: 14 L                                                                                     | Serbatoio: 14 L                                                                                     |
| Meccanica                                | | | | | |
| Tipo motore: Monocilindrico a 4 tempi    | Tipo motore: Monocilindrico a 4 tempi                                                               | Tipo motore: Monocilindrico a 4 tempi                                                               | Tipo motore: Monocilindrico a 4 tempi                                                               | Raffreddamento: ad aria                                                                             | Raffreddamento: ad aria                                                                             |
| Cilindrata                               | 198 cm³ (Alesaggio 66 × Corsa 58 mm)                                                                | 198 cm³ (Alesaggio 66 × Corsa 58 mm)                                                                | 198 cm³ (Alesaggio 66 × Corsa 58 mm)                                                                | 198 cm³ (Alesaggio 66 × Corsa 58 mm)                                                                | 198 cm³ (Alesaggio 66 × Corsa 58 mm)                                                                |
| Distribuzione: SOHC                      | Distribuzione: SOHC                                                                                 | Distribuzione: SOHC                                                                                 | Alimentazione: Carburatore                                                                          | Alimentazione: Carburatore                                                                          | Alimentazione: Carburatore                                                                          |
| Potenza: 17 CV (12,5 kW) a 8 000 rpm     | Potenza: 17 CV (12,5 kW) a 8 000 rpm                                                                | Coppia:                                                                                             | Coppia:                                                                                             | Rapporto di compressione:                                                                           | Rapporto di compressione:                                                                           |
| Frizione: multidisco in bagno d'olio     | Frizione: multidisco in bagno d'olio                                                                | Frizione: multidisco in bagno d'olio                                                                | Cambio: sequenziale a 5 marce (sempre in presa)                                                     | Cambio: sequenziale a 5 marce (sempre in presa)                                                     | Cambio: sequenziale a 5 marce (sempre in presa)                                                     |
| Accensione                               | elettronica CDI                                                                                     | elettronica CDI                                                                                     | elettronica CDI                                                                                     | elettronica CDI                                                                                     | elettronica CDI                                                                                     |
| Trasmissione                             | a catena                                                                                            | a catena                                                                                            | a catena                                                                                            | a catena                                                                                            | a catena                                                                                            |
| Avviamento                               | a pedale                                                                                            | a pedale                                                                                            | a pedale                                                                                            | a pedale                                                                                            | a pedale                                                                                            |
| Ciclistica                               | | | | | |
| Sospensioni                              | Anteriore: Forcella teleidraulica / Posteriore: doppioammortizzatore regolabile nel precarico molla | Anteriore: Forcella teleidraulica / Posteriore: doppioammortizzatore regolabile nel precarico molla | Anteriore: Forcella teleidraulica / Posteriore: doppioammortizzatore regolabile nel precarico molla | Anteriore: Forcella teleidraulica / Posteriore: doppioammortizzatore regolabile nel precarico molla | Anteriore: Forcella teleidraulica / Posteriore: doppioammortizzatore regolabile nel precarico molla |
| Freni                                    | Anteriore: Disco singolo / Posteriore: a tamburo                                                    | Anteriore: Disco singolo / Posteriore: a tamburo                                                    | Anteriore: Disco singolo / Posteriore: a tamburo                                                    | Anteriore: Disco singolo / Posteriore: a tamburo                                                    | Anteriore: Disco singolo / Posteriore: a tamburo                                                    |
| Pneumatici                               | anteriore: 2.75 18; posteriore: 3.25 17                                                             | anteriore: 2.75 18; posteriore: 3.25 17                                                             | anteriore: 2.75 18; posteriore: 3.25 17                                                             | anteriore: 2.75 18; posteriore: 3.25 17                                                             | anteriore: 2.75 18; posteriore: 3.25 17                                                             |
| Fonte dei dati:                          | | | | | |

| Caratteristiche tecniche - Kawasaki Z250 A | Caratteristiche tecniche - Kawasaki Z250 A                                                          | Caratteristiche tecniche - Kawasaki Z250 A                                                          | Caratteristiche tecniche - Kawasaki Z250 A                                                          | Caratteristiche tecniche - Kawasaki Z250 A                                                          | Caratteristiche tecniche - Kawasaki Z250 A                                                          |
| Dimensioni e pesi                          | Dimensioni e pesi                                                                                   | Dimensioni e pesi                                                                                   | Dimensioni e pesi                                                                                   | Dimensioni e pesi                                                                                   | Dimensioni e pesi                                                                                   |
| ------------------------------------------ | --------------------------------------------------------------------------------------------------- | --------------------------------------------------------------------------------------------------- | --------------------------------------------------------------------------------------------------- | --------------------------------------------------------------------------------------------------- | --------------------------------------------------------------------------------------------------- |
| Interasse:                                 | Interasse:                                                                                          | Massa a vuoto: in ordine di marcia 167 kg                                                           | Massa a vuoto: in ordine di marcia 167 kg                                                           | Serbatoio: 13,5 L                                                                                   | Serbatoio: 13,5 L                                                                                   |
| Meccanica                                  | | | | | |
| Tipo motore: Bicilindrico a 4 tempi        | Tipo motore: Bicilindrico a 4 tempi                                                                 | Tipo motore: Bicilindrico a 4 tempi                                                                 | Tipo motore: Bicilindrico a 4 tempi                                                                 | Raffreddamento: ad aria                                                                             | Raffreddamento: ad aria                                                                             |
| Cilindrata                                 | 249 cm³ (Alesaggio 55 × Corsa 52,4 mm)                                                              | 249 cm³ (Alesaggio 55 × Corsa 52,4 mm)                                                              | 249 cm³ (Alesaggio 55 × Corsa 52,4 mm)                                                              | 249 cm³ (Alesaggio 55 × Corsa 52,4 mm)                                                              | 249 cm³ (Alesaggio 55 × Corsa 52,4 mm)                                                              |
| Distribuzione: DOHC                        | Distribuzione: DOHC                                                                                 | Distribuzione: DOHC                                                                                 | Alimentazione: Carburatore                                                                          | Alimentazione: Carburatore                                                                          | Alimentazione: Carburatore                                                                          |
| Potenza: 27 CV (19,7 kW) a 10 000 rpm      | Potenza: 27 CV (19,7 kW) a 10 000 rpm                                                               | Coppia:                                                                                             | Coppia:                                                                                             | Rapporto di compressione:                                                                           | Rapporto di compressione:                                                                           |
| Frizione: multidisco in bagno d'olio       | Frizione: multidisco in bagno d'olio                                                                | Frizione: multidisco in bagno d'olio                                                                | Cambio: sequenziale a 6 marce (sempre in presa)                                                     | Cambio: sequenziale a 6 marce (sempre in presa)                                                     | Cambio: sequenziale a 6 marce (sempre in presa)                                                     |
| Accensione                                 | elettronica CDI                                                                                     | elettronica CDI                                                                                     | elettronica CDI                                                                                     | elettronica CDI                                                                                     | elettronica CDI                                                                                     |
| Trasmissione                               | a catena                                                                                            | a catena                                                                                            | a catena                                                                                            | a catena                                                                                            | a catena                                                                                            |
| Avviamento                                 | a pedale                                                                                            | a pedale                                                                                            | a pedale                                                                                            | a pedale                                                                                            | a pedale                                                                                            |
| Ciclistica                                 | | | | | |
| Sospensioni                                | Anteriore: Forcella teleidraulica / Posteriore: doppioammortizzatore regolabile nel precarico molla | Anteriore: Forcella teleidraulica / Posteriore: doppioammortizzatore regolabile nel precarico molla | Anteriore: Forcella teleidraulica / Posteriore: doppioammortizzatore regolabile nel precarico molla | Anteriore: Forcella teleidraulica / Posteriore: doppioammortizzatore regolabile nel precarico molla | Anteriore: Forcella teleidraulica / Posteriore: doppioammortizzatore regolabile nel precarico molla |
| Freni                                      | Anteriore: Disco singolo / Posteriore: Disco singolo                                                | Anteriore: Disco singolo / Posteriore: Disco singolo                                                | Anteriore: Disco singolo / Posteriore: Disco singolo                                                | Anteriore: Disco singolo / Posteriore: Disco singolo                                                | Anteriore: Disco singolo / Posteriore: Disco singolo                                                |
| Pneumatici                                 | anteriore: 3.00 18; posteriore: 3.50 18                                                             | anteriore: 3.00 18; posteriore: 3.50 18                                                             | anteriore: 3.00 18; posteriore: 3.50 18                                                             | anteriore: 3.00 18; posteriore: 3.50 18                                                             | anteriore: 3.00 18; posteriore: 3.50 18                                                             |
| Fonte dei dati:                            | | | | | |

| Caratteristiche tecniche - Kawasaki Z200 | Caratteristiche tecniche - Kawasaki Z200                                                            | Caratteristiche tecniche - Kawasaki Z200                                                            | Caratteristiche tecniche - Kawasaki Z200                                                            | Caratteristiche tecniche - Kawasaki Z200                                                            | Caratteristiche tecniche - Kawasaki Z200                                                            |
| Dimensioni e pesi                        | Dimensioni e pesi                                                                                   | Dimensioni e pesi                                                                                   | Dimensioni e pesi                                                                                   | Dimensioni e pesi                                                                                   | Dimensioni e pesi                                                                                   |
| ---------------------------------------- | --------------------------------------------------------------------------------------------------- | --------------------------------------------------------------------------------------------------- | --------------------------------------------------------------------------------------------------- | --------------------------------------------------------------------------------------------------- | --------------------------------------------------------------------------------------------------- |
| Interasse:                               | Interasse:                                                                                          | Massa a vuoto: in ordine di marcia 164 kg                                                           | Massa a vuoto: in ordine di marcia 164 kg                                                           | Serbatoio: 16,5 L                                                                                   | Serbatoio: 16,5 L                                                                                   |
| Meccanica                                | | | | | |
| Tipo motore: Bicilindrico a 4 tempi      | Tipo motore: Bicilindrico a 4 tempi                                                                 | Tipo motore: Bicilindrico a 4 tempi                                                                 | Tipo motore: Bicilindrico a 4 tempi                                                                 | Raffreddamento: ad aria                                                                             | Raffreddamento: ad aria                                                                             |
| Cilindrata                               | 305 cm³ (Alesaggio 61 × Corsa 52,4 mm)                                                              | 305 cm³ (Alesaggio 61 × Corsa 52,4 mm)                                                              | 305 cm³ (Alesaggio 61 × Corsa 52,4 mm)                                                              | 305 cm³ (Alesaggio 61 × Corsa 52,4 mm)                                                              | 305 cm³ (Alesaggio 61 × Corsa 52,4 mm)                                                              |
| Distribuzione: SOHC                      | Distribuzione: SOHC                                                                                 | Distribuzione: SOHC                                                                                 | Alimentazione: 2 carburatori Mikuni da 32 mm                                                        | Alimentazione: 2 carburatori Mikuni da 32 mm                                                        | Alimentazione: 2 carburatori Mikuni da 32 mm                                                        |
| Frizione: multidisco in bagno d'olio     | Frizione: multidisco in bagno d'olio                                                                | Frizione: multidisco in bagno d'olio                                                                | Cambio: sequenziale a 6 marce (sempre in presa)                                                     | Cambio: sequenziale a 6 marce (sempre in presa)                                                     | Cambio: sequenziale a 6 marce (sempre in presa)                                                     |
| Accensione                               | elettronica CDI                                                                                     | elettronica CDI                                                                                     | elettronica CDI                                                                                     | elettronica CDI                                                                                     | elettronica CDI                                                                                     |
| Trasmissione                             | a catena                                                                                            | a catena                                                                                            | a catena                                                                                            | a catena                                                                                            | a catena                                                                                            |
| Avviamento                               | a pedale                                                                                            | a pedale                                                                                            | a pedale                                                                                            | a pedale                                                                                            | a pedale                                                                                            |
| Ciclistica                               | | | | | |
| Sospensioni                              | Anteriore: Forcella teleidraulica / Posteriore: doppioammortizzatore regolabile nel precarico molla | Anteriore: Forcella teleidraulica / Posteriore: doppioammortizzatore regolabile nel precarico molla | Anteriore: Forcella teleidraulica / Posteriore: doppioammortizzatore regolabile nel precarico molla | Anteriore: Forcella teleidraulica / Posteriore: doppioammortizzatore regolabile nel precarico molla | Anteriore: Forcella teleidraulica / Posteriore: doppioammortizzatore regolabile nel precarico molla |
| Freni                                    | Anteriore: Disco singolo da 255 mm / Posteriore: a tamburo                                          | Anteriore: Disco singolo da 255 mm / Posteriore: a tamburo                                          | Anteriore: Disco singolo da 255 mm / Posteriore: a tamburo                                          | Anteriore: Disco singolo da 255 mm / Posteriore: a tamburo                                          | Anteriore: Disco singolo da 255 mm / Posteriore: a tamburo                                          |
| Pneumatici                               | anteriore: 3.00 18; posteriore: 120/90 16                                                           | anteriore: 3.00 18; posteriore: 120/90 16                                                           | anteriore: 3.00 18; posteriore: 120/90 16                                                           | anteriore: 3.00 18; posteriore: 120/90 16                                                           | anteriore: 3.00 18; posteriore: 120/90 16                                                           |
| Fonte dei dati:                          | | | | | |

| Caratteristiche tecniche - Kawasaki Z400                                                                                 | Caratteristiche tecniche - Kawasaki Z400 | Caratteristiche tecniche - Kawasaki Z400 | Caratteristiche tecniche - Kawasaki Z400 | Caratteristiche tecniche - Kawasaki Z400 | Caratteristiche tecniche - Kawasaki Z400 |
| Dimensioni e pesi | Dimensioni e pesi | Dimensioni e pesi | Dimensioni e pesi | Dimensioni e pesi | Dimensioni e pesi |
| --- | --- | --- | --- | --- | --- |
| Interasse: | Interasse: | Massa a vuoto: in ordine di marcia 175 kg | Massa a vuoto: in ordine di marcia 175 kg | Serbatoio: 14 L, dal '80 15 L, dal '82 18 L | Serbatoio: 14 L, dal '80 15 L, dal '82 18 L |
| Meccanica | | | | | |
| Tipo motore: Bicilindrico, dal '80 quadricilindrico (continua la versione bicilindrica denominata KZ) a 4 tempi in linea | Tipo motore: Bicilindrico, dal '80 quadricilindrico (continua la versione bicilindrica denominata KZ) a 4 tempi in linea                         | Tipo motore: Bicilindrico, dal '80 quadricilindrico (continua la versione bicilindrica denominata KZ) a 4 tempi in linea                         | Tipo motore: Bicilindrico, dal '80 quadricilindrico (continua la versione bicilindrica denominata KZ) a 4 tempi in linea                         | Raffreddamento: ad aria | Raffreddamento: ad aria |
| Cilindrata | 398 cm³ (Alesaggio 64mm, dal '80 55 × Corsa 62mm, dal '80 42 mm)                                                                                 | 398 cm³ (Alesaggio 64mm, dal '80 55 × Corsa 62mm, dal '80 42 mm)                                                                                 | 398 cm³ (Alesaggio 64mm, dal '80 55 × Corsa 62mm, dal '80 42 mm)                                                                                 | 398 cm³ (Alesaggio 64mm, dal '80 55 × Corsa 62mm, dal '80 42 mm)                                                                                 | 398 cm³ (Alesaggio 64mm, dal '80 55 × Corsa 62mm, dal '80 42 mm)                                                                                 |
| Distribuzione: SOHC | Distribuzione: SOHC | Distribuzione: SOHC | Alimentazione: carburatori | Alimentazione: carburatori | Alimentazione: carburatori |
| Potenza: 36 CV (26,5 kW)) a 8 500 rpm, dal '80 48 CV (35,3 kW) a 10 500 rpm                                              | Potenza: 36 CV (26,5 kW)) a 8 500 rpm, dal '80 48 CV (35,3 kW) a 10 500 rpm                                                                      | Coppia: | Coppia: | Rapporto di compressione: | Rapporto di compressione: |
| Frizione: multidisco in bagno d'olio                                                                                     | Frizione: multidisco in bagno d'olio | Frizione: multidisco in bagno d'olio | Cambio: sequenziale a 5 marce (sempre in presa), dal '80 a 6 rapporti                                                                            | Cambio: sequenziale a 5 marce (sempre in presa), dal '80 a 6 rapporti                                                                            | Cambio: sequenziale a 5 marce (sempre in presa), dal '80 a 6 rapporti                                                                            |
| Accensione | elettronica CDI | elettronica CDI | elettronica CDI | elettronica CDI | elettronica CDI |
| Trasmissione | a catena | a catena | a catena | a catena | a catena |
| Avviamento | a pedale | a pedale | a pedale | a pedale | a pedale |
| Ciclistica | | | | | |
| Sospensioni | Anteriore: Forcella teleidraulica / Posteriore: doppioammortizzatore regolabile nel precarico molla                                              | Anteriore: Forcella teleidraulica / Posteriore: doppioammortizzatore regolabile nel precarico molla                                              | Anteriore: Forcella teleidraulica / Posteriore: doppioammortizzatore regolabile nel precarico molla                                              | Anteriore: Forcella teleidraulica / Posteriore: doppioammortizzatore regolabile nel precarico molla                                              | Anteriore: Forcella teleidraulica / Posteriore: doppioammortizzatore regolabile nel precarico molla                                              |
| Freni | Anteriore: disco singolo da 236 mm, dal '82 doppio freno a disco da 226 mm / Posteriore: tamburo da 140 mm, dal '82 freno a disco da 226 mm      | Anteriore: disco singolo da 236 mm, dal '82 doppio freno a disco da 226 mm / Posteriore: tamburo da 140 mm, dal '82 freno a disco da 226 mm      | Anteriore: disco singolo da 236 mm, dal '82 doppio freno a disco da 226 mm / Posteriore: tamburo da 140 mm, dal '82 freno a disco da 226 mm      | Anteriore: disco singolo da 236 mm, dal '82 doppio freno a disco da 226 mm / Posteriore: tamburo da 140 mm, dal '82 freno a disco da 226 mm      | Anteriore: disco singolo da 236 mm, dal '82 doppio freno a disco da 226 mm / Posteriore: tamburo da 140 mm, dal '82 freno a disco da 226 mm      |
| Pneumatici | anteriore: 3,25 18; posteriore: 3.50 18, dal '80 anteriore: 90/90 19; posteriore: 110/90 18, dal '82 anteriore: 100/90 18; posteriore: 110/90 18 | anteriore: 3,25 18; posteriore: 3.50 18, dal '80 anteriore: 90/90 19; posteriore: 110/90 18, dal '82 anteriore: 100/90 18; posteriore: 110/90 18 | anteriore: 3,25 18; posteriore: 3.50 18, dal '80 anteriore: 90/90 19; posteriore: 110/90 18, dal '82 anteriore: 100/90 18; posteriore: 110/90 18 | anteriore: 3,25 18; posteriore: 3.50 18, dal '80 anteriore: 90/90 19; posteriore: 110/90 18, dal '82 anteriore: 100/90 18; posteriore: 110/90 18 | anteriore: 3,25 18; posteriore: 3.50 18, dal '80 anteriore: 90/90 19; posteriore: 110/90 18, dal '82 anteriore: 100/90 18; posteriore: 110/90 18 |
| Fonte dei dati: | | | | | |

| Caratteristiche tecniche - Kawasaki Z 400 B - 1982  | Caratteristiche tecniche - Kawasaki Z 400 B - 1982                                                | Caratteristiche tecniche - Kawasaki Z 400 B - 1982                                                | Caratteristiche tecniche - Kawasaki Z 400 B - 1982                                                | Caratteristiche tecniche - Kawasaki Z 400 B - 1982                                                | Caratteristiche tecniche - Kawasaki Z 400 B - 1982                                                |
| Dimensioni e pesi                                   | Dimensioni e pesi                                                                                 | Dimensioni e pesi                                                                                 | Dimensioni e pesi                                                                                 | Dimensioni e pesi                                                                                 | Dimensioni e pesi                                                                                 |
| --------------------------------------------------- | ------------------------------------------------------------------------------------------------- | ------------------------------------------------------------------------------------------------- | ------------------------------------------------------------------------------------------------- | ------------------------------------------------------------------------------------------------- | ------------------------------------------------------------------------------------------------- |
| Ingombri (lungh.×largh.×alt.)                       | 2070 × 775 × 1070 mm                                                                              | 2070 × 775 × 1070 mm                                                                              | 2070 × 775 × 1070 mm                                                                              | 2070 × 775 × 1070 mm                                                                              | 2070 × 775 × 1070 mm                                                                              |
| Interasse: 1365 mm                                  | Interasse: 1365 mm                                                                                | Massa a vuoto: 167 kg                                                                             | Massa a vuoto: 167 kg                                                                             | Serbatoio: 14 L                                                                                   | Serbatoio: 14 L                                                                                   |
| Meccanica                                           |                                                                                                   |                                                                                                   |                                                                                                   |                                                                                                   |                                                                                                   |
| Tipo motore: bicilindrico in linea a 4 tempi        | Tipo motore: bicilindrico in linea a 4 tempi                                                      | Tipo motore: bicilindrico in linea a 4 tempi                                                      | Tipo motore: bicilindrico in linea a 4 tempi                                                      | Raffreddamento: ad aria                                                                           | Raffreddamento: ad aria                                                                           |
| Cilindrata                                          | 398 cm³ (Alesaggio 64 × Corsa 62 mm)                                                              | 398 cm³ (Alesaggio 64 × Corsa 62 mm)                                                              | 398 cm³ (Alesaggio 64 × Corsa 62 mm)                                                              | 398 cm³ (Alesaggio 64 × Corsa 62 mm)                                                              | 398 cm³ (Alesaggio 64 × Corsa 62 mm)                                                              |
| Distribuzione: monoalbero a catena                  | Distribuzione: monoalbero a catena                                                                | Distribuzione: monoalbero a catena                                                                | Alimentazione: due carburatori Keihin WB 32 a depressione                                         | Alimentazione: due carburatori Keihin WB 32 a depressione                                         | Alimentazione: due carburatori Keihin WB 32 a depressione                                         |
| Potenza: 36 CV a 8 500 giri/min                     | Potenza: 36 CV a 8 500 giri/min                                                                   | Coppia:                                                                                           | Coppia:                                                                                           | Rapporto di compressione:                                                                         | Rapporto di compressione:                                                                         |
| Frizione: multidisco                                | Frizione: multidisco                                                                              | Frizione: multidisco                                                                              | Cambio: a 6 marce, comando a pedale                                                               | Cambio: a 6 marce, comando a pedale                                                               | Cambio: a 6 marce, comando a pedale                                                               |
| Accensione                                          | a spinterogeno                                                                                    | a spinterogeno                                                                                    | a spinterogeno                                                                                    | a spinterogeno                                                                                    | a spinterogeno                                                                                    |
| Trasmissione                                        | primaria a ingranaggi a denti dritti collegati da una catena Morse; secondaria a catena           | primaria a ingranaggi a denti dritti collegati da una catena Morse; secondaria a catena           | primaria a ingranaggi a denti dritti collegati da una catena Morse; secondaria a catena           | primaria a ingranaggi a denti dritti collegati da una catena Morse; secondaria a catena           | primaria a ingranaggi a denti dritti collegati da una catena Morse; secondaria a catena           |
| Avviamento                                          | elettrico                                                                                         | elettrico                                                                                         | elettrico                                                                                         | elettrico                                                                                         | elettrico                                                                                         |
| Ciclistica                                          |                                                                                                   |                                                                                                   |                                                                                                   |                                                                                                   |                                                                                                   |
| Telaio                                              | doppia culla chiusa in tubi                                                                       | doppia culla chiusa in tubi                                                                       | doppia culla chiusa in tubi                                                                       | doppia culla chiusa in tubi                                                                       | doppia culla chiusa in tubi                                                                       |
| Sospensioni                                         | Anteriore: forcella idraulica / Posteriore: forcellone oscillante e due ammortizzatori regolabili | Anteriore: forcella idraulica / Posteriore: forcellone oscillante e due ammortizzatori regolabili | Anteriore: forcella idraulica / Posteriore: forcellone oscillante e due ammortizzatori regolabili | Anteriore: forcella idraulica / Posteriore: forcellone oscillante e due ammortizzatori regolabili | Anteriore: forcella idraulica / Posteriore: forcellone oscillante e due ammortizzatori regolabili |
| Freni                                               | Anteriore: disco singolo da 230 mm / Posteriore: tamburo da 160 mm                                | Anteriore: disco singolo da 230 mm / Posteriore: tamburo da 160 mm                                | Anteriore: disco singolo da 230 mm / Posteriore: tamburo da 160 mm                                | Anteriore: disco singolo da 230 mm / Posteriore: tamburo da 160 mm                                | Anteriore: disco singolo da 230 mm / Posteriore: tamburo da 160 mm                                |
| Pneumatici                                          | anteriore 3.00S-18 4PR; posteriore 3.50S-18 4PR                                                   | anteriore 3.00S-18 4PR; posteriore 3.50S-18 4PR                                                   | anteriore 3.00S-18 4PR; posteriore 3.50S-18 4PR                                                   | anteriore 3.00S-18 4PR; posteriore 3.50S-18 4PR                                                   | anteriore 3.00S-18 4PR; posteriore 3.50S-18 4PR                                                   |
| Prestazioni dichiarate                              |                                                                                                   |                                                                                                   |                                                                                                   |                                                                                                   |                                                                                                   |
| Velocità massima                                    | 162 km/h                                                                                          | 162 km/h                                                                                          | 162 km/h                                                                                          | 162 km/h                                                                                          | 162 km/h                                                                                          |
| Fonte dei dati: Motociclismo settembre 1982, p. 141 |                                                                                                   |                                                                                                   |                                                                                                   |                                                                                                   |                                                                                                   |

| Caratteristiche tecniche - Kawasaki Z440     | Caratteristiche tecniche - Kawasaki Z440                                                            | Caratteristiche tecniche - Kawasaki Z440                                                            | Caratteristiche tecniche - Kawasaki Z440                                                            | Caratteristiche tecniche - Kawasaki Z440                                                            | Caratteristiche tecniche - Kawasaki Z440                                                            |
| Dimensioni e pesi                            | Dimensioni e pesi                                                                                   | Dimensioni e pesi                                                                                   | Dimensioni e pesi                                                                                   | Dimensioni e pesi                                                                                   | Dimensioni e pesi                                                                                   |
| -------------------------------------------- | --------------------------------------------------------------------------------------------------- | --------------------------------------------------------------------------------------------------- | --------------------------------------------------------------------------------------------------- | --------------------------------------------------------------------------------------------------- | --------------------------------------------------------------------------------------------------- |
| Interasse:                                   | Interasse:                                                                                          | Massa a vuoto: in ordine di marcia 184 kg                                                           | Massa a vuoto: in ordine di marcia 184 kg                                                           | Serbatoio: 12 L                                                                                     | Serbatoio: 12 L                                                                                     |
| Meccanica                                    | | | | | |
| Tipo motore: Bicilindrico a 4 tempi in linea | Tipo motore: Bicilindrico a 4 tempi in linea                                                        | Tipo motore: Bicilindrico a 4 tempi in linea                                                        | Tipo motore: Bicilindrico a 4 tempi in linea                                                        | Raffreddamento: ad aria                                                                             | Raffreddamento: ad aria                                                                             |
| Cilindrata                                   | 444 cm³ (Alesaggio 76,5 × Corsa 62 mm)                                                              | 444 cm³ (Alesaggio 76,5 × Corsa 62 mm)                                                              | 444 cm³ (Alesaggio 76,5 × Corsa 62 mm)                                                              | 444 cm³ (Alesaggio 76,5 × Corsa 62 mm)                                                              | 444 cm³ (Alesaggio 76,5 × Corsa 62 mm)                                                              |
| Distribuzione: SOHC                          | Distribuzione: SOHC                                                                                 | Distribuzione: SOHC                                                                                 | Alimentazione: Carburatore                                                                          | Alimentazione: Carburatore                                                                          | Alimentazione: Carburatore                                                                          |
| Potenza: 27 CV (19,7 kW) a 7 000 rpm         | Potenza: 27 CV (19,7 kW) a 7 000 rpm                                                                | Coppia:                                                                                             | Coppia:                                                                                             | Rapporto di compressione:                                                                           | Rapporto di compressione:                                                                           |
| Frizione: multidisco in bagno d'olio         | Frizione: multidisco in bagno d'olio                                                                | Frizione: multidisco in bagno d'olio                                                                | Cambio: sequenziale a 6 marce (sempre in presa)                                                     | Cambio: sequenziale a 6 marce (sempre in presa)                                                     | Cambio: sequenziale a 6 marce (sempre in presa)                                                     |
| Accensione                                   | elettronica CDI                                                                                     | elettronica CDI                                                                                     | elettronica CDI                                                                                     | elettronica CDI                                                                                     | elettronica CDI                                                                                     |
| Trasmissione                                 | a catena                                                                                            | a catena                                                                                            | a catena                                                                                            | a catena                                                                                            | a catena                                                                                            |
| Avviamento                                   | a pedale                                                                                            | a pedale                                                                                            | a pedale                                                                                            | a pedale                                                                                            | a pedale                                                                                            |
| Ciclistica                                   | | | | | |
| Sospensioni                                  | Anteriore: Forcella teleidraulica / Posteriore: doppioammortizzatore regolabile nel precarico molla | Anteriore: Forcella teleidraulica / Posteriore: doppioammortizzatore regolabile nel precarico molla | Anteriore: Forcella teleidraulica / Posteriore: doppioammortizzatore regolabile nel precarico molla | Anteriore: Forcella teleidraulica / Posteriore: doppioammortizzatore regolabile nel precarico molla | Anteriore: Forcella teleidraulica / Posteriore: doppioammortizzatore regolabile nel precarico molla |
| Freni                                        | Anteriore: disco singolo / Posteriore: tamburo                                                      | Anteriore: disco singolo / Posteriore: tamburo                                                      | Anteriore: disco singolo / Posteriore: tamburo                                                      | Anteriore: disco singolo / Posteriore: tamburo                                                      | Anteriore: disco singolo / Posteriore: tamburo                                                      |
| Pneumatici                                   | anteriore: 3.25 19 (3.60 19 vers.H); posteriore: 130/90 16 (4.10 18 vers. H)                        | anteriore: 3.25 19 (3.60 19 vers.H); posteriore: 130/90 16 (4.10 18 vers. H)                        | anteriore: 3.25 19 (3.60 19 vers.H); posteriore: 130/90 16 (4.10 18 vers. H)                        | anteriore: 3.25 19 (3.60 19 vers.H); posteriore: 130/90 16 (4.10 18 vers. H)                        | anteriore: 3.25 19 (3.60 19 vers.H); posteriore: 130/90 16 (4.10 18 vers. H)                        |
| Fonte dei dati:                              | | | | | |

| Caratteristiche tecniche - Kawasaki Z450     | Caratteristiche tecniche - Kawasaki Z450                                                            | Caratteristiche tecniche - Kawasaki Z450                                                            | Caratteristiche tecniche - Kawasaki Z450                                                            | Caratteristiche tecniche - Kawasaki Z450                                                            | Caratteristiche tecniche - Kawasaki Z450                                                            |
| Dimensioni e pesi                            | Dimensioni e pesi                                                                                   | Dimensioni e pesi                                                                                   | Dimensioni e pesi                                                                                   | Dimensioni e pesi                                                                                   | Dimensioni e pesi                                                                                   |
| -------------------------------------------- | --------------------------------------------------------------------------------------------------- | --------------------------------------------------------------------------------------------------- | --------------------------------------------------------------------------------------------------- | --------------------------------------------------------------------------------------------------- | --------------------------------------------------------------------------------------------------- |
| Interasse:                                   | Interasse:                                                                                          | Massa a vuoto: in ordine di marcia 199 kg                                                           | Massa a vuoto: in ordine di marcia 199 kg                                                           | Serbatoio: 11 L                                                                                     | Serbatoio: 11 L                                                                                     |
| Meccanica                                    | | | | | |
| Tipo motore: Bicilindrico a 4 tempi in linea | Tipo motore: Bicilindrico a 4 tempi in linea                                                        | Tipo motore: Bicilindrico a 4 tempi in linea                                                        | Tipo motore: Bicilindrico a 4 tempi in linea                                                        | Raffreddamento: a liquido                                                                           | Raffreddamento: a liquido                                                                           |
| Cilindrata                                   | 454 cm³ (Alesaggio 72,5 × Corsa 55 mm)                                                              | 454 cm³ (Alesaggio 72,5 × Corsa 55 mm)                                                              | 454 cm³ (Alesaggio 72,5 × Corsa 55 mm)                                                              | 454 cm³ (Alesaggio 72,5 × Corsa 55 mm)                                                              | 454 cm³ (Alesaggio 72,5 × Corsa 55 mm)                                                              |
| Distribuzione: DOHC                          | Distribuzione: DOHC                                                                                 | Distribuzione: DOHC                                                                                 | Alimentazione: Carburatore                                                                          | Alimentazione: Carburatore                                                                          | Alimentazione: Carburatore                                                                          |
| Potenza: 50 CV (36,5 kW) a 9 500 rpm         | Potenza: 50 CV (36,5 kW) a 9 500 rpm                                                                | Coppia:                                                                                             | Coppia:                                                                                             | Rapporto di compressione:                                                                           | Rapporto di compressione:                                                                           |
| Frizione: multidisco in bagno d'olio         | Frizione: multidisco in bagno d'olio                                                                | Frizione: multidisco in bagno d'olio                                                                | Cambio: sequenziale a 6 marce (sempre in presa)                                                     | Cambio: sequenziale a 6 marce (sempre in presa)                                                     | Cambio: sequenziale a 6 marce (sempre in presa)                                                     |
| Accensione                                   | elettronica CDI                                                                                     | elettronica CDI                                                                                     | elettronica CDI                                                                                     | elettronica CDI                                                                                     | elettronica CDI                                                                                     |
| Trasmissione                                 | a catena                                                                                            | a catena                                                                                            | a catena                                                                                            | a catena                                                                                            | a catena                                                                                            |
| Avviamento                                   | a pedale                                                                                            | a pedale                                                                                            | a pedale                                                                                            | a pedale                                                                                            | a pedale                                                                                            |
| Ciclistica                                   | | | | | |
| Sospensioni                                  | Anteriore: Forcella teleidraulica / Posteriore: doppioammortizzatore regolabile nel precarico molla | Anteriore: Forcella teleidraulica / Posteriore: doppioammortizzatore regolabile nel precarico molla | Anteriore: Forcella teleidraulica / Posteriore: doppioammortizzatore regolabile nel precarico molla | Anteriore: Forcella teleidraulica / Posteriore: doppioammortizzatore regolabile nel precarico molla | Anteriore: Forcella teleidraulica / Posteriore: doppioammortizzatore regolabile nel precarico molla |
| Freni                                        | Anteriore: disco singolo / Posteriore: tamburo                                                      | Anteriore: disco singolo / Posteriore: tamburo                                                      | Anteriore: disco singolo / Posteriore: tamburo                                                      | Anteriore: disco singolo / Posteriore: tamburo                                                      | Anteriore: disco singolo / Posteriore: tamburo                                                      |
| Pneumatici                                   | anteriore: 100/90 19; posteriore: 140/90 15                                                         | anteriore: 100/90 19; posteriore: 140/90 15                                                         | anteriore: 100/90 19; posteriore: 140/90 15                                                         | anteriore: 100/90 19; posteriore: 140/90 15                                                         | anteriore: 100/90 19; posteriore: 140/90 15                                                         |
| Fonte dei dati:                              | | | | | |

| Caratteristiche tecniche - Kawasaki Z500         | Caratteristiche tecniche - Kawasaki Z500                                                            | Caratteristiche tecniche - Kawasaki Z500                                                            | Caratteristiche tecniche - Kawasaki Z500                                                            | Caratteristiche tecniche - Kawasaki Z500                                                            | Caratteristiche tecniche - Kawasaki Z500                                                            |
| Dimensioni e pesi                                | Dimensioni e pesi                                                                                   | Dimensioni e pesi                                                                                   | Dimensioni e pesi                                                                                   | Dimensioni e pesi                                                                                   | Dimensioni e pesi                                                                                   |
| ------------------------------------------------ | --------------------------------------------------------------------------------------------------- | --------------------------------------------------------------------------------------------------- | --------------------------------------------------------------------------------------------------- | --------------------------------------------------------------------------------------------------- | --------------------------------------------------------------------------------------------------- |
| Interasse:                                       | Interasse:                                                                                          | Massa a vuoto: in ordine di marcia 210 kg                                                           | Massa a vuoto: in ordine di marcia 210 kg                                                           | Serbatoio: 15 L                                                                                     | Serbatoio: 15 L                                                                                     |
| Meccanica                                        | | | | | |
| Tipo motore: Quadricilindrico a 4 tempi in linea | Tipo motore: Quadricilindrico a 4 tempi in linea                                                    | Tipo motore: Quadricilindrico a 4 tempi in linea                                                    | Tipo motore: Quadricilindrico a 4 tempi in linea                                                    | Raffreddamento: ad aria                                                                             | Raffreddamento: ad aria                                                                             |
| Cilindrata                                       | 498 cm³ (Alesaggio 55 × Corsa 52,4 mm)                                                              | 498 cm³ (Alesaggio 55 × Corsa 52,4 mm)                                                              | 498 cm³ (Alesaggio 55 × Corsa 52,4 mm)                                                              | 498 cm³ (Alesaggio 55 × Corsa 52,4 mm)                                                              | 498 cm³ (Alesaggio 55 × Corsa 52,4 mm)                                                              |
| Distribuzione: SOHC                              | Distribuzione: SOHC                                                                                 | Distribuzione: SOHC                                                                                 | Alimentazione: Carburatore                                                                          | Alimentazione: Carburatore                                                                          | Alimentazione: Carburatore                                                                          |
| Frizione: multidisco in bagno d'olio             | Frizione: multidisco in bagno d'olio                                                                | Frizione: multidisco in bagno d'olio                                                                | Cambio: sequenziale a 6 marce (sempre in presa)                                                     | Cambio: sequenziale a 6 marce (sempre in presa)                                                     | Cambio: sequenziale a 6 marce (sempre in presa)                                                     |
| Accensione                                       | elettronica CDI                                                                                     | elettronica CDI                                                                                     | elettronica CDI                                                                                     | elettronica CDI                                                                                     | elettronica CDI                                                                                     |
| Trasmissione                                     | a catena                                                                                            | a catena                                                                                            | a catena                                                                                            | a catena                                                                                            | a catena                                                                                            |
| Avviamento                                       | a pedale                                                                                            | a pedale                                                                                            | a pedale                                                                                            | a pedale                                                                                            | a pedale                                                                                            |
| Ciclistica                                       | | | | | |
| Sospensioni                                      | Anteriore: Forcella teleidraulica / Posteriore: doppioammortizzatore regolabile nel precarico molla | Anteriore: Forcella teleidraulica / Posteriore: doppioammortizzatore regolabile nel precarico molla | Anteriore: Forcella teleidraulica / Posteriore: doppioammortizzatore regolabile nel precarico molla | Anteriore: Forcella teleidraulica / Posteriore: doppioammortizzatore regolabile nel precarico molla | Anteriore: Forcella teleidraulica / Posteriore: doppioammortizzatore regolabile nel precarico molla |
| Freni                                            | Anteriore: Doppio disco / Posteriore: Disco singolo                                                 | Anteriore: Doppio disco / Posteriore: Disco singolo                                                 | Anteriore: Doppio disco / Posteriore: Disco singolo                                                 | Anteriore: Doppio disco / Posteriore: Disco singolo                                                 | Anteriore: Doppio disco / Posteriore: Disco singolo                                                 |
| Pneumatici                                       | anteriore: 3.25 19; posteriore: 3.75 18                                                             | anteriore: 3.25 19; posteriore: 3.75 18                                                             | anteriore: 3.25 19; posteriore: 3.75 18                                                             | anteriore: 3.25 19; posteriore: 3.75 18                                                             | anteriore: 3.25 19; posteriore: 3.75 18                                                             |
| Fonte dei dati:                                  | | | | | |

| Caratteristiche tecniche - Kawasaki Z550         | Caratteristiche tecniche - Kawasaki Z550                                                            | Caratteristiche tecniche - Kawasaki Z550                                                            | Caratteristiche tecniche - Kawasaki Z550                                                            | Caratteristiche tecniche - Kawasaki Z550                                                            | Caratteristiche tecniche - Kawasaki Z550                                                            |
| Dimensioni e pesi                                | Dimensioni e pesi                                                                                   | Dimensioni e pesi                                                                                   | Dimensioni e pesi                                                                                   | Dimensioni e pesi                                                                                   | Dimensioni e pesi                                                                                   |
| ------------------------------------------------ | --------------------------------------------------------------------------------------------------- | --------------------------------------------------------------------------------------------------- | --------------------------------------------------------------------------------------------------- | --------------------------------------------------------------------------------------------------- | --------------------------------------------------------------------------------------------------- |
| Interasse:                                       | Interasse:                                                                                          | Massa a vuoto: in ordine di marcia 208 kg                                                           | Massa a vuoto: in ordine di marcia 208 kg                                                           | Serbatoio: 18,5 L                                                                                   | Serbatoio: 18,5 L                                                                                   |
| Meccanica                                        | | | | | |
| Tipo motore: Quadricilindrico a 4 tempi in linea | Tipo motore: Quadricilindrico a 4 tempi in linea                                                    | Tipo motore: Quadricilindrico a 4 tempi in linea                                                    | Tipo motore: Quadricilindrico a 4 tempi in linea                                                    | Raffreddamento: ad aria                                                                             | Raffreddamento: ad aria                                                                             |
| Cilindrata                                       | 553 cm³ (Alesaggio 58 × Corsa 52,4 mm)                                                              | 553 cm³ (Alesaggio 58 × Corsa 52,4 mm)                                                              | 553 cm³ (Alesaggio 58 × Corsa 52,4 mm)                                                              | 553 cm³ (Alesaggio 58 × Corsa 52,4 mm)                                                              | 553 cm³ (Alesaggio 58 × Corsa 52,4 mm)                                                              |
| Distribuzione: DOHC                              | Distribuzione: DOHC                                                                                 | Distribuzione: DOHC                                                                                 | Alimentazione: Carburatore                                                                          | Alimentazione: Carburatore                                                                          | Alimentazione: Carburatore                                                                          |
| Potenza: 41,8 kW (56 CV) a 9 000 rpm             | Potenza: 41,8 kW (56 CV) a 9 000 rpm                                                                | Coppia:                                                                                             | Coppia:                                                                                             | Rapporto di compressione:                                                                           | Rapporto di compressione:                                                                           |
| Frizione: multidisco in bagno d'olio             | Frizione: multidisco in bagno d'olio                                                                | Frizione: multidisco in bagno d'olio                                                                | Cambio: sequenziale a 6 marce (sempre in presa)                                                     | Cambio: sequenziale a 6 marce (sempre in presa)                                                     | Cambio: sequenziale a 6 marce (sempre in presa)                                                     |
| Accensione                                       | elettronica CDI                                                                                     | elettronica CDI                                                                                     | elettronica CDI                                                                                     | elettronica CDI                                                                                     | elettronica CDI                                                                                     |
| Trasmissione                                     | a catena                                                                                            | a catena                                                                                            | a catena                                                                                            | a catena                                                                                            | a catena                                                                                            |
| Avviamento                                       | a pedale                                                                                            | a pedale                                                                                            | a pedale                                                                                            | a pedale                                                                                            | a pedale                                                                                            |
| Ciclistica                                       | | | | | |
| Sospensioni                                      | Anteriore: Forcella teleidraulica / Posteriore: doppioammortizzatore regolabile nel precarico molla | Anteriore: Forcella teleidraulica / Posteriore: doppioammortizzatore regolabile nel precarico molla | Anteriore: Forcella teleidraulica / Posteriore: doppioammortizzatore regolabile nel precarico molla | Anteriore: Forcella teleidraulica / Posteriore: doppioammortizzatore regolabile nel precarico molla | Anteriore: Forcella teleidraulica / Posteriore: doppioammortizzatore regolabile nel precarico molla |
| Freni                                            | Anteriore: Doppio disco / Posteriore: Disco singolo                                                 | Anteriore: Doppio disco / Posteriore: Disco singolo                                                 | Anteriore: Doppio disco / Posteriore: Disco singolo                                                 | Anteriore: Doppio disco / Posteriore: Disco singolo                                                 | Anteriore: Doppio disco / Posteriore: Disco singolo                                                 |
| Pneumatici                                       | anteriore: 3.25 19; posteriore: 4.00 18                                                             | anteriore: 3.25 19; posteriore: 4.00 18                                                             | anteriore: 3.25 19; posteriore: 4.00 18                                                             | anteriore: 3.25 19; posteriore: 4.00 18                                                             | anteriore: 3.25 19; posteriore: 4.00 18                                                             |
| Fonte dei dati:                                  | | | | | |

| Caratteristiche tecniche - Kawasaki Z650         | Caratteristiche tecniche - Kawasaki Z650                                                            | Caratteristiche tecniche - Kawasaki Z650                                                            | Caratteristiche tecniche - Kawasaki Z650                                                            | Caratteristiche tecniche - Kawasaki Z650                                                            | Caratteristiche tecniche - Kawasaki Z650                                                            |
| Dimensioni e pesi                                | Dimensioni e pesi                                                                                   | Dimensioni e pesi                                                                                   | Dimensioni e pesi                                                                                   | Dimensioni e pesi                                                                                   | Dimensioni e pesi                                                                                   |
| ------------------------------------------------ | --------------------------------------------------------------------------------------------------- | --------------------------------------------------------------------------------------------------- | --------------------------------------------------------------------------------------------------- | --------------------------------------------------------------------------------------------------- | --------------------------------------------------------------------------------------------------- |
| Altezze                                          | Sella: 830 mm                                                                                       | Sella: 830 mm                                                                                       | Sella: 830 mm                                                                                       | Sella: 830 mm                                                                                       | Sella: 830 mm                                                                                       |
| Interasse: 1420 mm                               | Interasse: 1420 mm                                                                                  | Massa a vuoto: in ordine di marcia 220 kg                                                           | Massa a vuoto: in ordine di marcia 220 kg                                                           | Serbatoio: 16,5 L                                                                                   | Serbatoio: 16,5 L                                                                                   |
| Meccanica                                        | | | | | |
| Tipo motore: Quadricilindrico a 4 tempi in linea | Tipo motore: Quadricilindrico a 4 tempi in linea                                                    | Tipo motore: Quadricilindrico a 4 tempi in linea                                                    | Tipo motore: Quadricilindrico a 4 tempi in linea                                                    | Raffreddamento: ad aria                                                                             | Raffreddamento: ad aria                                                                             |
| Cilindrata                                       | 652 cm³ (Alesaggio 62 × Corsa 54 mm)                                                                | 652 cm³ (Alesaggio 62 × Corsa 54 mm)                                                                | 652 cm³ (Alesaggio 62 × Corsa 54 mm)                                                                | 652 cm³ (Alesaggio 62 × Corsa 54 mm)                                                                | 652 cm³ (Alesaggio 62 × Corsa 54 mm)                                                                |
| Distribuzione: DOHC                              | Distribuzione: DOHC                                                                                 | Distribuzione: DOHC                                                                                 | Alimentazione: Carburatore                                                                          | Alimentazione: Carburatore                                                                          | Alimentazione: Carburatore                                                                          |
| Potenza: 66 CV (48,2 kW) a 8 500 rpm             | Potenza: 66 CV (48,2 kW) a 8 500 rpm                                                                | Coppia:                                                                                             | Coppia:                                                                                             | Rapporto di compressione:                                                                           | Rapporto di compressione:                                                                           |
| Frizione: multidisco in bagno d'olio             | Frizione: multidisco in bagno d'olio                                                                | Frizione: multidisco in bagno d'olio                                                                | Cambio: sequenziale a 5 marce (sempre in presa)                                                     | Cambio: sequenziale a 5 marce (sempre in presa)                                                     | Cambio: sequenziale a 5 marce (sempre in presa)                                                     |
| Accensione                                       | elettronica CDI                                                                                     | elettronica CDI                                                                                     | elettronica CDI                                                                                     | elettronica CDI                                                                                     | elettronica CDI                                                                                     |
| Trasmissione                                     | a catena                                                                                            | a catena                                                                                            | a catena                                                                                            | a catena                                                                                            | a catena                                                                                            |
| Avviamento                                       | elettrico o a pedale                                                                                | elettrico o a pedale                                                                                | elettrico o a pedale                                                                                | elettrico o a pedale                                                                                | elettrico o a pedale                                                                                |
| Ciclistica                                       | | | | | |
| Sospensioni                                      | Anteriore: Forcella teleidraulica / Posteriore: doppioammortizzatore regolabile nel precarico molla | Anteriore: Forcella teleidraulica / Posteriore: doppioammortizzatore regolabile nel precarico molla | Anteriore: Forcella teleidraulica / Posteriore: doppioammortizzatore regolabile nel precarico molla | Anteriore: Forcella teleidraulica / Posteriore: doppioammortizzatore regolabile nel precarico molla | Anteriore: Forcella teleidraulica / Posteriore: doppioammortizzatore regolabile nel precarico molla |
| Freni                                            | Anteriore: Singolo disco / Posteriore: tamburo                                                      | Anteriore: Singolo disco / Posteriore: tamburo                                                      | Anteriore: Singolo disco / Posteriore: tamburo                                                      | Anteriore: Singolo disco / Posteriore: tamburo                                                      | Anteriore: Singolo disco / Posteriore: tamburo                                                      |
| Pneumatici                                       | anteriore: 3.25 19; posteriore: 4.00 18                                                             | anteriore: 3.25 19; posteriore: 4.00 18                                                             | anteriore: 3.25 19; posteriore: 4.00 18                                                             | anteriore: 3.25 19; posteriore: 4.00 18                                                             | anteriore: 3.25 19; posteriore: 4.00 18                                                             |
| Fonte dei dati:                                  | | | | | |

| Caratteristiche tecniche - Kawasaki Z750 '80     | Caratteristiche tecniche - Kawasaki Z750 '80                                                        | Caratteristiche tecniche - Kawasaki Z750 '80                                                        | Caratteristiche tecniche - Kawasaki Z750 '80                                                        | Caratteristiche tecniche - Kawasaki Z750 '80                                                        | Caratteristiche tecniche - Kawasaki Z750 '80                                                        |
| Dimensioni e pesi                                | Dimensioni e pesi                                                                                   | Dimensioni e pesi                                                                                   | Dimensioni e pesi                                                                                   | Dimensioni e pesi                                                                                   | Dimensioni e pesi                                                                                   |
| ------------------------------------------------ | --------------------------------------------------------------------------------------------------- | --------------------------------------------------------------------------------------------------- | --------------------------------------------------------------------------------------------------- | --------------------------------------------------------------------------------------------------- | --------------------------------------------------------------------------------------------------- |
| Interasse:                                       | Interasse:                                                                                          | Massa a vuoto: in ordine di marcia 226 kg                                                           | Massa a vuoto: in ordine di marcia 226 kg                                                           | Serbatoio: 22 L                                                                                     | Serbatoio: 22 L                                                                                     |
| Meccanica                                        | | | | | |
| Tipo motore: Quadricilindrico a 4 tempi in linea | Tipo motore: Quadricilindrico a 4 tempi in linea                                                    | Tipo motore: Quadricilindrico a 4 tempi in linea                                                    | Tipo motore: Quadricilindrico a 4 tempi in linea                                                    | Raffreddamento: ad aria                                                                             | Raffreddamento: ad aria                                                                             |
| Cilindrata                                       | 739 cm³ (Alesaggio 66 × Corsa 54 mm)                                                                | 739 cm³ (Alesaggio 66 × Corsa 54 mm)                                                                | 739 cm³ (Alesaggio 66 × Corsa 54 mm)                                                                | 739 cm³ (Alesaggio 66 × Corsa 54 mm)                                                                | 739 cm³ (Alesaggio 66 × Corsa 54 mm)                                                                |
| Distribuzione: DOHC                              | Distribuzione: DOHC                                                                                 | Distribuzione: DOHC                                                                                 | Alimentazione: Carburatore                                                                          | Alimentazione: Carburatore                                                                          | Alimentazione: Carburatore                                                                          |
| Potenza: 77 CV (56,2 kW) a 9 500 rpm             | Potenza: 77 CV (56,2 kW) a 9 500 rpm                                                                | Coppia:                                                                                             | Coppia:                                                                                             | Rapporto di compressione:                                                                           | Rapporto di compressione:                                                                           |
| Frizione: multidisco in bagno d'olio             | Frizione: multidisco in bagno d'olio                                                                | Frizione: multidisco in bagno d'olio                                                                | Cambio: sequenziale a 5 marce (sempre in presa)                                                     | Cambio: sequenziale a 5 marce (sempre in presa)                                                     | Cambio: sequenziale a 5 marce (sempre in presa)                                                     |
| Accensione                                       | elettronica CDI                                                                                     | elettronica CDI                                                                                     | elettronica CDI                                                                                     | elettronica CDI                                                                                     | elettronica CDI                                                                                     |
| Trasmissione                                     | a catena                                                                                            | a catena                                                                                            | a catena                                                                                            | a catena                                                                                            | a catena                                                                                            |
| Avviamento                                       | elettrico                                                                                           | elettrico                                                                                           | elettrico                                                                                           | elettrico                                                                                           | elettrico                                                                                           |
| Ciclistica                                       | | | | | |
| Sospensioni                                      | Anteriore: Forcella teleidraulica / Posteriore: doppioammortizzatore regolabile nel precarico molla | Anteriore: Forcella teleidraulica / Posteriore: doppioammortizzatore regolabile nel precarico molla | Anteriore: Forcella teleidraulica / Posteriore: doppioammortizzatore regolabile nel precarico molla | Anteriore: Forcella teleidraulica / Posteriore: doppioammortizzatore regolabile nel precarico molla | Anteriore: Forcella teleidraulica / Posteriore: doppioammortizzatore regolabile nel precarico molla |
| Freni                                            | Anteriore: Doppio disco / Posteriore: disco singolo                                                 | Anteriore: Doppio disco / Posteriore: disco singolo                                                 | Anteriore: Doppio disco / Posteriore: disco singolo                                                 | Anteriore: Doppio disco / Posteriore: disco singolo                                                 | Anteriore: Doppio disco / Posteriore: disco singolo                                                 |
| Pneumatici                                       | anteriore: 3.25 19; posteriore: 4.00 18                                                             | anteriore: 3.25 19; posteriore: 4.00 18                                                             | anteriore: 3.25 19; posteriore: 4.00 18                                                             | anteriore: 3.25 19; posteriore: 4.00 18                                                             | anteriore: 3.25 19; posteriore: 4.00 18                                                             |
| Fonte dei dati:                                  | | | | | |

| Caratteristiche tecniche - Kawasaki Z750 turbo   | Caratteristiche tecniche - Kawasaki Z750 turbo                                                    | Caratteristiche tecniche - Kawasaki Z750 turbo                                                    | Caratteristiche tecniche - Kawasaki Z750 turbo                                                    | Caratteristiche tecniche - Kawasaki Z750 turbo                                                    | Caratteristiche tecniche - Kawasaki Z750 turbo                                                    |
| Dimensioni e pesi                                | Dimensioni e pesi                                                                                 | Dimensioni e pesi                                                                                 | Dimensioni e pesi                                                                                 | Dimensioni e pesi                                                                                 | Dimensioni e pesi                                                                                 |
| ------------------------------------------------ | ------------------------------------------------------------------------------------------------- | ------------------------------------------------------------------------------------------------- | ------------------------------------------------------------------------------------------------- | ------------------------------------------------------------------------------------------------- | ------------------------------------------------------------------------------------------------- |
| Interasse:                                       | Interasse:                                                                                        | Massa a vuoto: in ordine di marcia 254 kg                                                         | Massa a vuoto: in ordine di marcia 254 kg                                                         | Serbatoio: 18 L                                                                                   | Serbatoio: 18 L                                                                                   |
| Meccanica                                        |                                                                                                   |                                                                                                   |                                                                                                   |                                                                                                   |                                                                                                   |
| Tipo motore: Quadricilindrico a 4 tempi in linea | Tipo motore: Quadricilindrico a 4 tempi in linea                                                  | Tipo motore: Quadricilindrico a 4 tempi in linea                                                  | Tipo motore: Quadricilindrico a 4 tempi in linea                                                  | Raffreddamento: ad aria                                                                           | Raffreddamento: ad aria                                                                           |
| Cilindrata                                       | 739 cm³ (Alesaggio 66 × Corsa 54 mm)                                                              | 739 cm³ (Alesaggio 66 × Corsa 54 mm)                                                              | 739 cm³ (Alesaggio 66 × Corsa 54 mm)                                                              | 739 cm³ (Alesaggio 66 × Corsa 54 mm)                                                              | 739 cm³ (Alesaggio 66 × Corsa 54 mm)                                                              |
| Distribuzione: DOHC                              | Distribuzione: DOHC                                                                               | Distribuzione: DOHC                                                                               | Alimentazione: Carburatore                                                                        | Alimentazione: Carburatore                                                                        | Alimentazione: Carburatore                                                                        |
| Potenza: 100 CV (73,0 kW) a 9 000 rpm            | Potenza: 100 CV (73,0 kW) a 9 000 rpm                                                             | Coppia:                                                                                           | Coppia:                                                                                           | Rapporto di compressione:                                                                         | Rapporto di compressione:                                                                         |
| Frizione: multidisco in bagno d'olio             | Frizione: multidisco in bagno d'olio                                                              | Frizione: multidisco in bagno d'olio                                                              | Cambio: sequenziale a 5 marce (sempre in presa)                                                   | Cambio: sequenziale a 5 marce (sempre in presa)                                                   | Cambio: sequenziale a 5 marce (sempre in presa)                                                   |
| Accensione                                       | elettronica CDI                                                                                   | elettronica CDI                                                                                   | elettronica CDI                                                                                   | elettronica CDI                                                                                   | elettronica CDI                                                                                   |
| Trasmissione                                     | a catena                                                                                          | a catena                                                                                          | a catena                                                                                          | a catena                                                                                          | a catena                                                                                          |
| Avviamento                                       | elettrico                                                                                         | elettrico                                                                                         | elettrico                                                                                         | elettrico                                                                                         | elettrico                                                                                         |
| Ciclistica                                       |                                                                                                   |                                                                                                   |                                                                                                   |                                                                                                   |                                                                                                   |
| Sospensioni                                      | Anteriore: Forcella teleidraulica / Posteriore: monoammortizzatore regolabile nel precarico molla | Anteriore: Forcella teleidraulica / Posteriore: monoammortizzatore regolabile nel precarico molla | Anteriore: Forcella teleidraulica / Posteriore: monoammortizzatore regolabile nel precarico molla | Anteriore: Forcella teleidraulica / Posteriore: monoammortizzatore regolabile nel precarico molla | Anteriore: Forcella teleidraulica / Posteriore: monoammortizzatore regolabile nel precarico molla |
| Freni                                            | Anteriore: Doppio disco / Posteriore: disco singolo                                               | Anteriore: Doppio disco / Posteriore: disco singolo                                               | Anteriore: Doppio disco / Posteriore: disco singolo                                               | Anteriore: Doppio disco / Posteriore: disco singolo                                               | Anteriore: Doppio disco / Posteriore: disco singolo                                               |
| Pneumatici                                       | anteriore: 110/90 18; posteriore: 130/80 18                                                       | anteriore: 110/90 18; posteriore: 130/80 18                                                       | anteriore: 110/90 18; posteriore: 130/80 18                                                       | anteriore: 110/90 18; posteriore: 130/80 18                                                       | anteriore: 110/90 18; posteriore: 130/80 18                                                       |
| Fonte dei dati:                                  |                                                                                                   |                                                                                                   |                                                                                                   |                                                                                                   |                                                                                                   |

| Caratteristiche tecniche - Kawasaki Z750 2007    | Caratteristiche tecniche - Kawasaki Z750 2007                                                              | Caratteristiche tecniche - Kawasaki Z750 2007                                                              | Caratteristiche tecniche - Kawasaki Z750 2007                                                              | Caratteristiche tecniche - Kawasaki Z750 2007                                                              | Caratteristiche tecniche - Kawasaki Z750 2007                                                              |
| Dimensioni e pesi                                | Dimensioni e pesi                                                                                          | Dimensioni e pesi                                                                                          | Dimensioni e pesi                                                                                          | Dimensioni e pesi                                                                                          | Dimensioni e pesi                                                                                          |
| ------------------------------------------------ | --- | --- | --- | --- | --- |
| Altezze                                          | Sella: 815 mm - Minima da terra: 155 mm                                                                    | Sella: 815 mm - Minima da terra: 155 mm                                                                    | Sella: 815 mm - Minima da terra: 155 mm                                                                    | Sella: 815 mm - Minima da terra: 155 mm                                                                    | Sella: 815 mm - Minima da terra: 155 mm                                                                    |
| Interasse: 1440 mm                               | Interasse: 1440 mm                                                                                         | Massa a vuoto: a vuoto 203 kg kg                                                                           | Massa a vuoto: a vuoto 203 kg kg                                                                           | Serbatoio: 18,5 L                                                                                          | Serbatoio: 18,5 L                                                                                          |
| Meccanica                                        | | | | | |
| Tipo motore: Quadricilindrico a 4 tempi in linea | Tipo motore: Quadricilindrico a 4 tempi in linea                                                           | Tipo motore: Quadricilindrico a 4 tempi in linea                                                           | Tipo motore: Quadricilindrico a 4 tempi in linea                                                           | Raffreddamento: a liquid                                                                                   | Raffreddamento: a liquid                                                                                   |
| Cilindrata                                       | 748 cm³ (Alesaggio 68,4 × Corsa 50,9 mm)                                                                   | 748 cm³ (Alesaggio 68,4 × Corsa 50,9 mm)                                                                   | 748 cm³ (Alesaggio 68,4 × Corsa 50,9 mm)                                                                   | 748 cm³ (Alesaggio 68,4 × Corsa 50,9 mm)                                                                   | 748 cm³ (Alesaggio 68,4 × Corsa 50,9 mm)                                                                   |
| Distribuzione: DOHC                              | Distribuzione: DOHC                                                                                        | Distribuzione: DOHC                                                                                        | Alimentazione: iniezione elettronica                                                                       | Alimentazione: iniezione elettronica                                                                       | Alimentazione: iniezione elettronica                                                                       |
| Potenza: 77,7 kW (106 CV) a 10 500 rpm           | Potenza: 77,7 kW (106 CV) a 10 500 rpm                                                                     | Coppia: | Coppia: | Rapporto di compressione:                                                                                  | Rapporto di compressione:                                                                                  |
| Frizione: multidisco in bagno d'olio             | Frizione: multidisco in bagno d'olio                                                                       | Frizione: multidisco in bagno d'olio                                                                       | Cambio: sequenziale a 6 marce (sempre in presa)                                                            | Cambio: sequenziale a 6 marce (sempre in presa)                                                            | Cambio: sequenziale a 6 marce (sempre in presa)                                                            |
| Accensione                                       | elettronica CDI                                                                                            | elettronica CDI                                                                                            | elettronica CDI                                                                                            | elettronica CDI                                                                                            | elettronica CDI                                                                                            |
| Trasmissione                                     | a catena                                                                                                   | a catena                                                                                                   | a catena                                                                                                   | a catena                                                                                                   | a catena                                                                                                   |
| Avviamento                                       | elettrico                                                                                                  | elettrico                                                                                                  | elettrico                                                                                                  | elettrico                                                                                                  | elettrico                                                                                                  |
| Ciclistica                                       | | | | | |
| Telaio                                           | Monotrave tubolare in acciaio                                                                              | Monotrave tubolare in acciaio                                                                              | Monotrave tubolare in acciaio                                                                              | Monotrave tubolare in acciaio                                                                              | Monotrave tubolare in acciaio                                                                              |
| Sospensioni                                      | Anteriore: Forcella teleidraulica da 41 mm / Posteriore: monoammortizzatore regolabile nel precarico molla | Anteriore: Forcella teleidraulica da 41 mm / Posteriore: monoammortizzatore regolabile nel precarico molla | Anteriore: Forcella teleidraulica da 41 mm / Posteriore: monoammortizzatore regolabile nel precarico molla | Anteriore: Forcella teleidraulica da 41 mm / Posteriore: monoammortizzatore regolabile nel precarico molla | Anteriore: Forcella teleidraulica da 41 mm / Posteriore: monoammortizzatore regolabile nel precarico molla |
| Freni                                            | Anteriore: Doppio disco da 300 mm / Posteriore: disco singolo da 250 mm                                    | Anteriore: Doppio disco da 300 mm / Posteriore: disco singolo da 250 mm                                    | Anteriore: Doppio disco da 300 mm / Posteriore: disco singolo da 250 mm                                    | Anteriore: Doppio disco da 300 mm / Posteriore: disco singolo da 250 mm                                    | Anteriore: Doppio disco da 300 mm / Posteriore: disco singolo da 250 mm                                    |
| Pneumatici                                       | anteriore: 120/70 17; posteriore: 180/55 17                                                                | anteriore: 120/70 17; posteriore: 180/55 17                                                                | anteriore: 120/70 17; posteriore: 180/55 17                                                                | anteriore: 120/70 17; posteriore: 180/55 17                                                                | anteriore: 120/70 17; posteriore: 180/55 17                                                                |
| Fonte dei dati:                                  | | | | | |

| Caratteristiche tecniche - Kawasaki Z1100 ST     | Caratteristiche tecniche - Kawasaki Z1100 ST                                                        | Caratteristiche tecniche - Kawasaki Z1100 ST                                                        | Caratteristiche tecniche - Kawasaki Z1100 ST                                                        | Caratteristiche tecniche - Kawasaki Z1100 ST                                                        | Caratteristiche tecniche - Kawasaki Z1100 ST                                                        |
| Dimensioni e pesi                                | Dimensioni e pesi                                                                                   | Dimensioni e pesi                                                                                   | Dimensioni e pesi                                                                                   | Dimensioni e pesi                                                                                   | Dimensioni e pesi                                                                                   |
| ------------------------------------------------ | --------------------------------------------------------------------------------------------------- | --------------------------------------------------------------------------------------------------- | --------------------------------------------------------------------------------------------------- | --------------------------------------------------------------------------------------------------- | --------------------------------------------------------------------------------------------------- |
| Ingombri (lungh.×largh.×alt.)                    | 2265 × 785 × 1265 mm                                                                                | 2265 × 785 × 1265 mm                                                                                | 2265 × 785 × 1265 mm                                                                                | 2265 × 785 × 1265 mm                                                                                | 2265 × 785 × 1265 mm                                                                                |
| Altezze                                          | Sella: mm - Minima da terra: 145 mm                                                                 | Sella: mm - Minima da terra: 145 mm                                                                 | Sella: mm - Minima da terra: 145 mm                                                                 | Sella: mm - Minima da terra: 145 mm                                                                 | Sella: mm - Minima da terra: 145 mm                                                                 |
| Interasse: 1540 mm                               | Interasse: 1540 mm                                                                                  | Massa a vuoto: in ordine di marcia 271 kg                                                           | Massa a vuoto: in ordine di marcia 271 kg                                                           | Serbatoio: 21 L                                                                                     | Serbatoio: 21 L                                                                                     |
| Meccanica                                        | | | | | |
| Tipo motore: Quadricilindrico a 4 tempi in linea | Tipo motore: Quadricilindrico a 4 tempi in linea                                                    | Tipo motore: Quadricilindrico a 4 tempi in linea                                                    | Tipo motore: Quadricilindrico a 4 tempi in linea                                                    | Raffreddamento: ad aria                                                                             | Raffreddamento: ad aria                                                                             |
| Cilindrata                                       | 1.089 cm³ (Alesaggio 72,5 × Corsa 66 mm)                                                            | 1.089 cm³ (Alesaggio 72,5 × Corsa 66 mm)                                                            | 1.089 cm³ (Alesaggio 72,5 × Corsa 66 mm)                                                            | 1.089 cm³ (Alesaggio 72,5 × Corsa 66 mm)                                                            | 1.089 cm³ (Alesaggio 72,5 × Corsa 66 mm)                                                            |
| Distribuzione: DOHC                              | Distribuzione: DOHC                                                                                 | Distribuzione: DOHC                                                                                 | Alimentazione: Carburatore                                                                          | Alimentazione: Carburatore                                                                          | Alimentazione: Carburatore                                                                          |
| Potenza: 97 CV (70,8 kW) a 8 000 rpm             | Potenza: 97 CV (70,8 kW) a 8 000 rpm                                                                | Coppia:                                                                                             | Coppia:                                                                                             | Rapporto di compressione:                                                                           | Rapporto di compressione:                                                                           |
| Frizione: multidisco in bagno d'olio             | Frizione: multidisco in bagno d'olio                                                                | Frizione: multidisco in bagno d'olio                                                                | Cambio: sequenziale a 5 marce (sempre in presa)                                                     | Cambio: sequenziale a 5 marce (sempre in presa)                                                     | Cambio: sequenziale a 5 marce (sempre in presa)                                                     |
| Accensione                                       | elettronica CDI                                                                                     | elettronica CDI                                                                                     | elettronica CDI                                                                                     | elettronica CDI                                                                                     | elettronica CDI                                                                                     |
| Trasmissione                                     | cardano                                                                                             | cardano                                                                                             | cardano                                                                                             | cardano                                                                                             | cardano                                                                                             |
| Avviamento                                       | elettrico                                                                                           | elettrico                                                                                           | elettrico                                                                                           | elettrico                                                                                           | elettrico                                                                                           |
| Ciclistica                                       | | | | | |
| Sospensioni                                      | Anteriore: Forcella teleidraulica / Posteriore: doppioammortizzatore regolabile nel precarico molla | Anteriore: Forcella teleidraulica / Posteriore: doppioammortizzatore regolabile nel precarico molla | Anteriore: Forcella teleidraulica / Posteriore: doppioammortizzatore regolabile nel precarico molla | Anteriore: Forcella teleidraulica / Posteriore: doppioammortizzatore regolabile nel precarico molla | Anteriore: Forcella teleidraulica / Posteriore: doppioammortizzatore regolabile nel precarico molla |
| Freni                                            | Anteriore: Doppio disco / Posteriore: a disco                                                       | Anteriore: Doppio disco / Posteriore: a disco                                                       | Anteriore: Doppio disco / Posteriore: a disco                                                       | Anteriore: Doppio disco / Posteriore: a disco                                                       | Anteriore: Doppio disco / Posteriore: a disco                                                       |
| Pneumatici                                       | anteriore: 3.50 19; posteriore: 130/90 16                                                           | anteriore: 3.50 19; posteriore: 130/90 16                                                           | anteriore: 3.50 19; posteriore: 130/90 16                                                           | anteriore: 3.50 19; posteriore: 130/90 16                                                           | anteriore: 3.50 19; posteriore: 130/90 16                                                           |
| Fonte dei dati:                                  | | | | | |

| Caratteristiche tecniche - Kawasaki Z1300                                                                                   | Caratteristiche tecniche - Kawasaki Z1300                                                            | Caratteristiche tecniche - Kawasaki Z1300                                                            | Caratteristiche tecniche - Kawasaki Z1300                                                            | Caratteristiche tecniche - Kawasaki Z1300                                                            | Caratteristiche tecniche - Kawasaki Z1300                                                            |
| Dimensioni e pesi | Dimensioni e pesi                                                                                    | Dimensioni e pesi                                                                                    | Dimensioni e pesi                                                                                    | Dimensioni e pesi                                                                                    | Dimensioni e pesi                                                                                    |
| --- | --- | --- | --- | --- | --- |
| Ingombri (lungh.×largh.×alt.)                                                                                               | 2395 × ? × ? mm                                                                                      | 2395 × ? × ? mm                                                                                      | 2395 × ? × ? mm                                                                                      | 2395 × ? × ? mm                                                                                      | 2395 × ? × ? mm                                                                                      |
| Altezze | Sella: 810 mm                                                                                        | Sella: 810 mm                                                                                        | Sella: 810 mm                                                                                        | Sella: 810 mm                                                                                        | Sella: 810 mm                                                                                        |
| Interasse: 1585 mm | Interasse: 1585 mm                                                                                   | Massa a vuoto: 305 kg                                                                                | Massa a vuoto: 305 kg                                                                                | Serbatoio: 27 L                                                                                      | Serbatoio: 27 L                                                                                      |
| Meccanica | | | | | |
| Tipo motore: Esacilindrico in linea a 4 tempi                                                                               | Tipo motore: Esacilindrico in linea a 4 tempi                                                        | Tipo motore: Esacilindrico in linea a 4 tempi                                                        | Tipo motore: Esacilindrico in linea a 4 tempi                                                        | Raffreddamento: a liquido                                                                            | Raffreddamento: a liquido                                                                            |
| Cilindrata | 1.285 cm³ (Alesaggio 62 × Corsa 71 mm)                                                               | 1.285 cm³ (Alesaggio 62 × Corsa 71 mm)                                                               | 1.285 cm³ (Alesaggio 62 × Corsa 71 mm)                                                               | 1.285 cm³ (Alesaggio 62 × Corsa 71 mm)                                                               | 1.285 cm³ (Alesaggio 62 × Corsa 71 mm)                                                               |
| Distribuzione: DOHC a due valvole cilindro                                                                                  | Distribuzione: DOHC a due valvole cilindro                                                           | Distribuzione: DOHC a due valvole cilindro                                                           | Alimentazione: 3 Carburatori doppio corpo Mikuni BSW da 32 mm                                        | Alimentazione: 3 Carburatori doppio corpo Mikuni BSW da 32 mm                                        | Alimentazione: 3 Carburatori doppio corpo Mikuni BSW da 32 mm                                        |
| Potenza: 120 CV a 8 000 rpm                                                                                                 | Potenza: 120 CV a 8 000 rpm                                                                          | Coppia: 11,8 kgm a 6 500 rpm                                                                         | Coppia: 11,8 kgm a 6 500 rpm                                                                         | Rapporto di compressione: 9,9:1                                                                      | Rapporto di compressione: 9,9:1                                                                      |
| Frizione: multidisco in bagno d'olio                                                                                        | Frizione: multidisco in bagno d'olio                                                                 | Frizione: multidisco in bagno d'olio                                                                 | Cambio: sequenziale a 5 marce (sempre in presa)                                                      | Cambio: sequenziale a 5 marce (sempre in presa)                                                      | Cambio: sequenziale a 5 marce (sempre in presa)                                                      |
| Accensione | elettronica CDI                                                                                      | elettronica CDI                                                                                      | elettronica CDI                                                                                      | elettronica CDI                                                                                      | elettronica CDI                                                                                      |
| Trasmissione | a cardano                                                                                            | a cardano                                                                                            | a cardano                                                                                            | a cardano                                                                                            | a cardano                                                                                            |
| Avviamento | elettrico                                                                                            | elettrico                                                                                            | elettrico                                                                                            | elettrico                                                                                            | elettrico                                                                                            |
| Ciclistica | | | | | |
| Telaio | in acciaio a doppia culla                                                                            | in acciaio a doppia culla                                                                            | in acciaio a doppia culla                                                                            | in acciaio a doppia culla                                                                            | in acciaio a doppia culla                                                                            |
| Sospensioni | Anteriore: Forcella idropneumatica / Posteriore: doppioammortizzatore regolabile nel precarico molla | Anteriore: Forcella idropneumatica / Posteriore: doppioammortizzatore regolabile nel precarico molla | Anteriore: Forcella idropneumatica / Posteriore: doppioammortizzatore regolabile nel precarico molla | Anteriore: Forcella idropneumatica / Posteriore: doppioammortizzatore regolabile nel precarico molla | Anteriore: Forcella idropneumatica / Posteriore: doppioammortizzatore regolabile nel precarico molla |
| Freni | Anteriore: Doppio disco da 260 mm / Posteriore: a disco da 250 mm                                    | Anteriore: Doppio disco da 260 mm / Posteriore: a disco da 250 mm                                    | Anteriore: Doppio disco da 260 mm / Posteriore: a disco da 250 mm                                    | Anteriore: Doppio disco da 260 mm / Posteriore: a disco da 250 mm                                    | Anteriore: Doppio disco da 260 mm / Posteriore: a disco da 250 mm                                    |
| Pneumatici | anteriore: 110/90 18; posteriore: 130/90 17                                                          | anteriore: 110/90 18; posteriore: 130/90 17                                                          | anteriore: 110/90 18; posteriore: 130/90 17                                                          | anteriore: 110/90 18; posteriore: 130/90 17                                                          | anteriore: 110/90 18; posteriore: 130/90 17                                                          |
| Prestazioni dichiarate | | | | | |
| Velocità massima | 230 km/h                                                                                             | 230 km/h                                                                                             | 230 km/h                                                                                             | 230 km/h                                                                                             | 230 km/h                                                                                             |
| Fonte dei dati: Giovanni Battista de Nisi, Moto d'epoca Kawasaki Z 1300, in InMoto, vol. 19, n. 3, marzo 2005, pp. 190-193. | | | | | |